# Combiné nordique aux Jeux olympiques de 1924
Vous lisez un « bon article » labellisé en 2018.
Pour des articles plus généraux, voir Combiné nordique aux Jeux olympiques, Jeux olympiques d'hiver de 1924 et 1924 en combiné nordique.
Navigation
Saint-Moritz 1928
L'épreuve de combiné nordique aux Jeux olympiques d'hiver de 1924 s'est tenue du 2 au 4 février 1924 au stade olympique de Chamonix pour la course de ski de fond et au tremplin olympique du Mont pour le concours de saut à ski. Il s'agit de la première édition des Jeux olympiques d'hiver, et a fortiori de la première épreuve olympique de combiné nordique.
Les épreuves de combiné nordique consistent en une course de ski de fond de 18 km en style classique suivie d'un concours de saut à ski. Jusqu'à ce que l'ordre soit inversé à partir de l'édition de 1952, le ski de fond précède le saut dans les épreuves olympiques.
Les trois médailles de l'épreuve sont remportées par trois norvégiens ː Thorleif Haug (or), Thoralf Stromstad (argent) et Johan Grottumsbrate (argent). Le « roi du ski » Thorleif Haug remporte sa troisième médaille d'or au cours de cette édition des Jeux olympiques.

## Organisation

### Lieux des épreuves

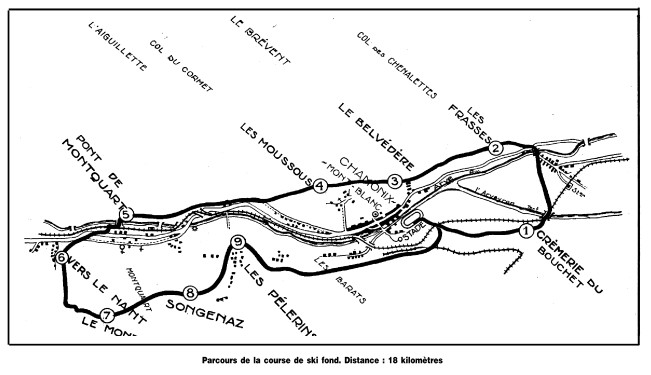
Carte du 18 km

Le stade olympique de Chamonix est le lieu de départ et le lieu d'arrivée de l'épreuve de ski de fond de 18 km. Elle a lieu en amont et en aval de Chamonix de chaque côté de l'Arve. La boucle est dessinée pour la première partie en amont de Chamonix jusqu'à « crèmerie du Bouchet » avant de traverser l'Arve, de rejoindre les Frasses et d'emprunter le parcours de l'épreuve olympique de ski de fond de 50 km, disputée quelques jours plus tôt, jusqu'à l'arrivée.
Le parcours de la course, tout comme celui du 50 km, est étroit et accidenté,. Il est jugé très difficile par les athlètes, à l'exception des Norvégiens.
La ville de Chamonix dispose depuis 1905 d'un tremplin. Cependant, celui-ci n'est pas assez grand pour accueillir les épreuves olympiques, ce qui oblige à en construire un autre. Le nouveau tremplin est construit « d'après les données les plus modernes » et doit permettre de battre tous les records mondiaux. Le profil du tremplin est jugé proche de celui d'Holmenkollen. La construction débute le 4 septembre 1923 au lieu-dit « Le Mont ». La construction coûte environ 60 000 francs,,.

### Calendrier
La course olympique de ski de fond de 18 km fait en fait office d'épreuve de ski de fond du combiné nordique aux Jeux de Chamonix. Cette épreuve débute le samedi 2 février 1924 et les concurrents s'élancent les uns à la suite des autres toutes les trente secondes. L'épreuve de saut à ski a lieu le lundi 4 février 1924 à 12 h (soit quelques heures avant le concours olympique de saut). Les sportifs qui ont choisi de participer aux deux épreuves doivent donc effectuer quatre sauts en quelques heures. Du fait de l'ordre des épreuves (fond puis saut), les résultats ne sont connus que le lendemain du saut (soit le 5 février). La cérémonie de remise de récompenses a lieu, en même temps que pour les autres épreuves, le 5 février sur la patinoire du stade olympique à 11 h.
| Date           | Épreuve     | Horaire | Horaire |
| -------------- | ----------- | ------- | ------- |
| 2 février 1924 | Ski de fond | 9 h 30  |         |
| 4 février 1924 | Saut à ski  | 12 h 00 |         |

### Format de l'épreuve
La course olympique du 18 km fait office d'épreuve de ski du combiné. Certains participants sont engagés uniquement sur la course de ski de fond, d'autres uniquement pour la course combinée, d'autres pour les deux épreuves.
En ce qui concerne l'épreuve de fond, le concurrent arrivé premier obtient la note de 20,. Ensuite toutes les deux minutes, la note est abaissée d'un point. Pour le saut à ski, les points sont comptabilisés en additionnant la distance et la note de style (note comprise entre 0 et 20 qui juge le style du sauteur). Les deux sont comptabilisés et la note moyenne des sauts donne la note pour la partie saut du combiné. Le classement final de l'épreuve est obtenu par la moyenne des notes de ski de fond et de saut.

### Jury
Le jury de l'épreuve de ski de fond est composé du major Setteberg (Suède), d'un certain Monsieur Arnaud (France) et de Mario Corti (alors président de la Fédération italienne des sports d'hiver (en)) (Italie).
Le jury de l'épreuve du saut est composé de William Hirschy, président du comité olympique suisse, (Suisse), du Dr François Lacq (France) et d'Axel Norling (Suède) pour le style du saut. Les trois juges pour la longueur des sauts sont le lieutenant Olaf Helset (Norvège), le même Monsieur Arnaud (France) et Armas Palamaa (Finlande).

## Participants

### Règlement
Les comités nationaux olympiques ont jusqu'au 14 décembre 1923 pour s'inscrire aux différentes épreuves des Jeux de Chamonix. Ils ont jusqu'au 4 janvier 1924 pour inscrire leurs athlètes à l'épreuve du combiné. La modification des engagements est possible jusqu'au 15 janvier 1924.
Chaque nation peut engager quatre athlètes par épreuve.

### Engagements
Selon le rapport officiel des Jeux, trente-sept athlètes sont inscrits. Sept athlètes inscrits n'ont pas pris le départ. Il s'agit de : Armas Palamaa et Tuure Nieminen pour la Finlande, Pio Imboden qui est le champion d'Italie (it) du 18 km en ski de fond en 1924, Ebbe Schuman pour la Suède, Charles Mackintosh et Alexander Keiller pour le Royaume-Uni et Henryk Mückenbrunn pour la Pologne. Armas Palamaa, blessé, doit déclarer forfait. Il prendra part à ces Jeux olympiques en tant que porte-drapeau de la Finlande et en tant que membre du jury du saut à ski pour le combiné.
Les trente athlètes participants représentent les nations suivantes :
- États-Unis (4)
- Finlande (2)[30]
- France (4)
- Hongrie (3)
- Norvège (4)
- Pologne (2)
- Suède (3)
- Suisse (4)
- Tchécoslovaquie (4)

Béla Szepes est l'athlète le plus jeune et Anders Haugen l'athlète le plus âgé.

### Avant l'épreuve
Les délégations commencent à arriver à Paris le 19 janvier. Quelques jours plus tard, elles rejoignent Chamonix. Les premiers entraînements ont lieu le 22 janvier. Le 23 janvier, Kléber Balmat remporte le championnat de France de ski. Cette compétition sert de sélection à l'équipe de France.
Des entraînements sur le tremplin ont lieu le 28 janvier et le 31 janvier. Lors de cet entraînement, un Tchécoslovaque se casse le bras et Kléber Balmat saute à 46 m battant ainsi son record de France (36,5 m) qu'il avait réalisé quelques jours plus tôt lors des championnats de France à Briançon. Le lendemain, Kléber Balmat saute à 48 m. La presse rapporte qu'un sauteur à ski suédois aurait forcé le cadenas du tremplin pour s'entraîner à des horaires interdits,. L'athlète se serait brisé le bras. L'Union de ski suédoise (en) dément et affirme qu'aucun skieur suédois n'a forcé le cadenas et que l'athlète qui s'est blessé dans un entraînement régulier participe bien à la compétition.
La Norvège présélectionne cinq athlètes : Thorleif Haug, Johan Grøttumsbråten, Einar Landvik, Jon Mårdalen et Harald Økern,. Thoralf Strømstad est ajouté à cette liste dans un second temps. Thorleif Haug est le leader incontesté de l'équipe norvégienne,. Âgé de 29 ans, il est en parfaite condition et a déjà remporté le 18 km d'Holmenkollen quatre fois, le combiné à trois reprises et le 50 km cinq fois. Les autres athlètes norvégiens, et plus globalement nordiques, sont très attendus.
Lors des sélections américaines disputées à Minneapolis, Sigurd Overby remporte la course de ski de fond de 15 kilomètres le 5 janvier 1924. Le lendemain, Anders Haugen, Hans Hansen et Ragnar Omtvedt terminent aux trois premières places du concours de saut à ski et sont sélectionnés. Quelques jours plus tard, le comité olympique suédois se plaint que ces trois derniers athlètes sélectionnés (Anders Haugen, Hans Hansen et Ragnar Omtvedt) aient été professionnels à un moment de leurs carrières, ce qui est contraire au règlement des Jeux olympiques. Après investigations, Anders Haugen et Ragnar Omtvedt sont autorisés à concourir et Hans Hansen est remplacé par John Carleton qui est en Europe pour ses études,. Malgré tout, les Américains viennent précédés d'une grande réputation.
Les athlètes français sont attendus près du podium par la presse française. Pio Imboden, seul Italien engagé, est attendu entre la cinquième et la dixième place par la presse italienne. Cependant, il se blesse lors d'un saut d'entraînement et doit donc déclarer forfait. Le comité olympique suisse estime que les quatre athlètes qu'il a engagés peuvent obtenir de bons classements en ski de fond, en saut et « sortir victorieux dans l'épreuve combinée de ski ». Les Hongrois sont sélectionnés en janvier. Les athlètes peaufinent leurs préparations à Sankt Anton am Arlberg. Après les Jeux, les athlètes ont prévu de participer au championnat de Suisse de ski à Saint-Moritz.

## Déroulement de la compétition

### Récit de l'épreuve

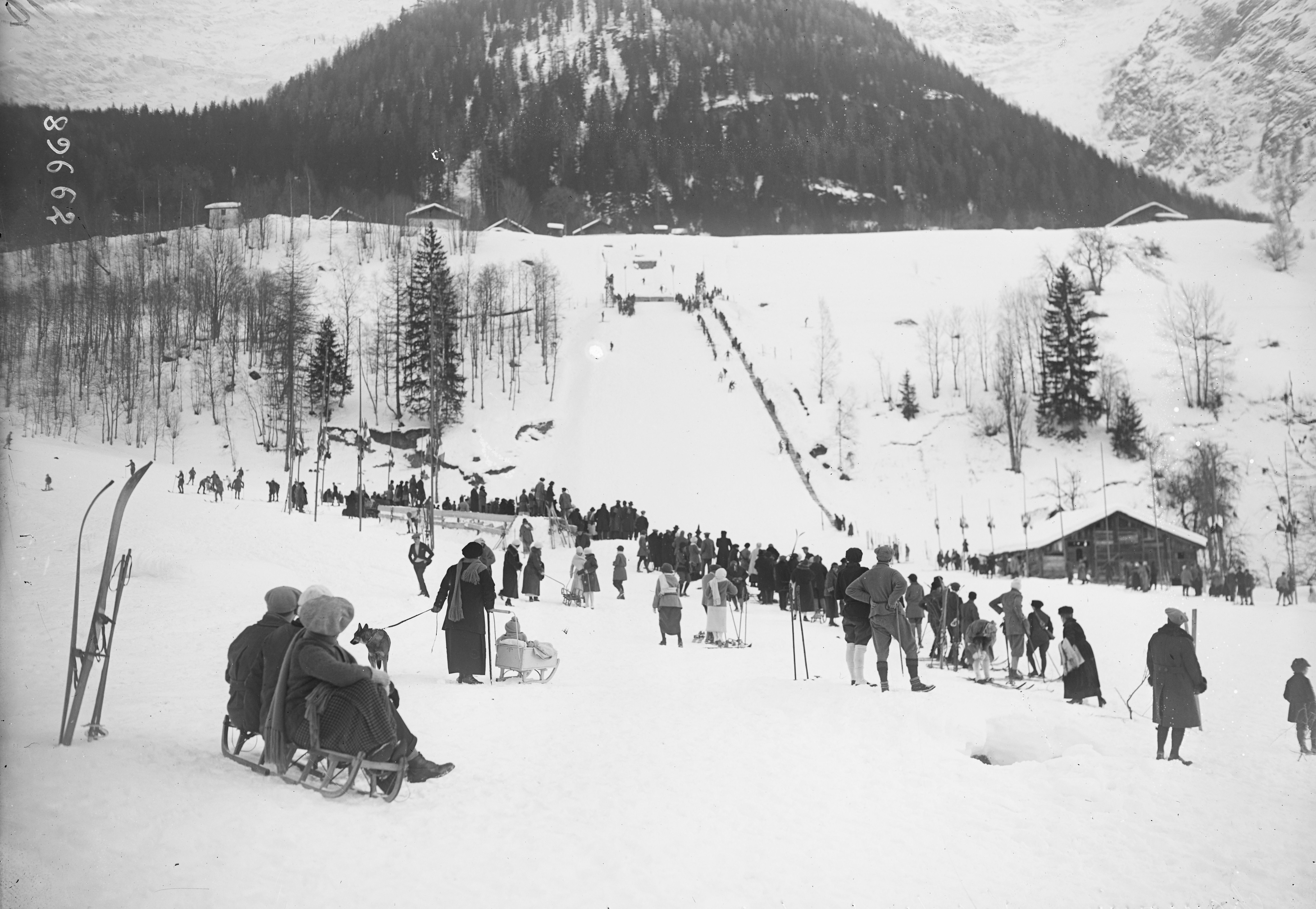
Vue pendant les sauts de l'épreuve du combiné nordique

Soixante-quatre athlètes sont inscrits au départ de la course de ski de fond,. Cependant, seulement cinquante-trois skieurs, dont trente participants à la compétition de combiné nordique, prennent le départ. La course olympique du 18 km fait office d'épreuve de ski du combiné. Cela signifie que certains participants à cette course ne participent pas ensuite au concours de saut et qu'une médaille d'or est décernée à son vainqueur à l'issue des 18 km.
La course, malgré l'étroitesse du parcours, se joue sur un terrain bondé de spectateurs sous un temps froid et ensoleillé,,. Harald Økern s'élance avec le dossard 2, il passe en tête aux différents points de passage et réalise le meilleur temps. Il est ensuite devancé par Thoralf Strømstad et Johan Grøttumsbråten qui se sont élancés quelques dossards derrière lui. Enfin, Thorleif Haug s’élance en 34e position de la course de ski et termine 8e avec le meilleur temps en 1 h 14 min 31 s,. Il remporte donc la médaille d'or du 18 km en ski de fond et se place en tête du classement intermédiaire de l'épreuve de combiné avant le saut à ski. Vingt-six athlètes sont classés et les quatre premières places du classement échoient aux quatre Norvégiens engagés. Le Tchécoslovaque, Josef Adolf, est cinquième devant le Suédois Axel-Herman Nilsson. Les Américains sont perçus hors de forme et le meilleur d'entre eux est Sigurd Overby qui est douzième. Avant le saut, le journal français L'Auto annonce que Thorleif Haug est le « vainqueur certain » de l'épreuve.
Lors du concours de saut, la piste d'élan est réduite pour que les sauts ne dépassent pas 50 m afin de préserver la santé des sauteurs. Considéré comme l'épreuve la plus spectaculaire, le concours de saut attire 15 000 spectateurs. Le concours du combiné disputé un peu plus tôt dans la journée n'attire que 2 702 spectateurs (1 431 payants et 1 268 non payants). La recette est de 13 195 francs. En termes de distance, il y a peu d'écarts entre les concurrents. Par contre, la pureté du style des Norvégiens leur permet de dominer également le concours de saut. Harald Økern réalise le plus long saut avec une distance de 47 m,. Anders Haugen tombe lors de son premier saut et réalise 46 m lors du second. Le Norvégien Thorleif Haug réalise deux sauts à 42 et 44 mètres ce qui lui permet de dominer également le concours de saut de l'épreuve. Il devance ses compatriotes, Thoralf Strømstad et Harald Økern. Les Suisses et les Tchèques réalisent de bonnes performances ce qui leur permet de remonter au classement général. Malgré tout, les quatre Norvégiens restent aux quatre premières places avec une marge importante,.
L'Américain Ragnar Omtvedt tombe en avant lors de la réception de son premier saut et se luxe le genou. Cette blessure le laisse partiellement paralysé et l'oblige à arrêter le saut à ski. Béla Szepes chute également et se blesse à la tête.

### Bilan
Le classement final est dominé par les quatre Norvégiens et 22 concurrents furent classés. Serge Lang, le président de l'Association internationale des journalistes du ski dans les années 1980, explique la domination norvégienne par ces mots : 

« Le succès des Norvégiens était dû à une technique parfaite de l'utilisation du terrain ; à une poussée puissante des bâtons ; à une condition physique excellente ; à la qualité de leur matériel et de leur fartage »

— Serge Lang, Le ski et les autres sports d'hiver
Les Suédois et Finlandais finissent loin des places qu'ils convoitaient. Les 6e et 7e place des Tchécoslovaques Josef Adolf et Walter Buchberger tout comme la dixième place du Français Kléber Balmat sont des surprises pour les spécialistes. Le comité national olympique suisse déclare que « [sa] position dans l'épreuve combinée est d'excellente moyenne ; nos hommes sont classés après les Scandinaves… »
Après l'épreuve de saut, quelques sauts de démonstrations sont exécutés et Jacob Tullin Thams, qui remporte le concours olympique de saut à ski lors de ces Jeux, établit un record non officiel à 58,5 m. Il devance Narve Bonna et Johan Grøttumsbråten,.

### Résultats
Le tableau ci-dessous montre les résultats de la compétition avec les temps de parcours des participants à l'épreuve de fond, la longueur de leur premier et de leur deuxième saut et les points qu'ils ont remportés dans les deux épreuves. Le classement final est obtenu par la moyenne des deux épreuves. (T) signifie que le concurrent est tombé lors de son saut.
| Rang | Athlète                      | Ski de fond 18 km | Ski de fond 18 km | Saut à ski  | Saut à ski      | Saut à ski  | Saut à ski  | Saut à ski  | Saut à ski  | Saut à ski          | Total  |
| Rang | Athlète                      | Temps             | Points            | Saut        | Distance (en m) | Style       | Style       | Style       | Notes sauts | Points (saut à ski) | Total  |
| Rang | Athlète                      | Temps             | Points            | Saut        | Distance (en m) | Suisse      | Suède       | France      | Notes sauts | Points (saut à ski) | Total  |
| ---- | ---------------------------- | ----------------- | ----------------- | ----------- | --------------- | ----------- | ----------- | ----------- | ----------- | ------------------- | ------ |
| 1    | Thorleif Haug (NOR)          | 1 h 14 min 31 s   | 20,000            | 1           | 42,5            | 16,875      | 18,125      | 16,875      | 17,291      | 17,812              | 18,906 |
| 1    | Thorleif Haug (NOR)          | 1 h 14 min 31 s   | 20,000            | 2           | 44,0            | 18,250      | 18,500      | 18,250      | 18,333      | 17,812              | 18,906 |
| 2    | Thoralf Strømstad (NOR)      | 1 h 17 min 03 s   | 18,750            | 1           | 46,0            | 17,000      | 18,250      | 17,250      | 17,500      | 17,687              | 18,219 |
| 2    | Thoralf Strømstad (NOR)      | 1 h 17 min 03 s   | 18,750            | 2           | 45,5            | 17,625      | 18,375      | 17,625      | 17,875      | 17,687              | 18,219 |
| 3    | Johan Grøttumsbråten (NOR)   | 1 h 15 min 51 s   | 19,375            | 1           | 44,5            | 15,875      | 17,125      | 16,125      | 16,375      | 16,333              | 17,854 |
| 3    | Johan Grøttumsbråten (NOR)   | 1 h 15 min 51 s   | 19,375            | 2           | 39,5            | 15,875      | 16,875      | 16,125      | 16,291      | 16,333              | 17,854 |
| 4    | Harald Økern (NOR)           | 1 h 20 min 30 s   | 17,125            | 1           | 44,5            | 16,375      | 17,625      | 16,375      | 16,791      | 17,395              | 17,260 |
| 4    | Harald Økern (NOR)           | 1 h 20 min 30 s   | 17,125            | 2           | 47,0            | 17,500      | 18,500      | 18,000      | 18,000      | 17,395              | 17,260 |
| 5    | Axel-Herman Nilsson (SWE)    | 1 h 31 min 17 s   | 11,625            | 1           | 42,5            | 16,125      | 17,375      | 15,875      | 16,458      | 16,500              | 14,063 |
| 5    | Axel-Herman Nilsson (SWE)    | 1 h 31 min 17 s   | 11,625            | 2           | 40,5            | 16,375      | 17,125      | 16,125      | 16,542      | 16,500              | 14,063 |
| 6    | Josef Adolf (TCH)            | 1 h 25 min 29 s   | 14,625            | 1           | 32,5            | 12,375      | 12,625      | 11,875      | 12,291      | 12,916              | 13,771 |
| 6    | Josef Adolf (TCH)            | 1 h 25 min 29 s   | 14,625            | 2           | 34,5            | 14,375      | 13,375      | 12,875      | 13,541      | 12,916              | 13,771 |
| 7    | Walter Buchberger (TCH)      | 1 h 32 min 32 s   | 11,000            | 1           | 40,5            | 15,875      | 16,625      | 15,875      | 16,125      | 16,250              | 13,625 |
| 7    | Walter Buchberger (TCH)      | 1 h 32 min 32 s   | 11,000            | 2           | 39,5            | 16,375      | 16,625      | 16,125      | 16,375      | 16,250              | 13,625 |
| 8    | Menotti Jakobsson (SWE)      | 1 h 37 min 10 s   | 8,750             | 1           | 42,5            | 16,375      | 17,625      | 16,375      | 16,791      | 16,895              | 12,823 |
| 8    | Menotti Jakobsson (SWE)      | 1 h 37 min 10 s   | 8,750             | 2           | 41,0            | 16,750      | 17,500      | 16,750      | 17,000      | 16,895              | 12,823 |
| 9    | Verner Eklöf (FIN)           | 1 h 34 min 11 s   | 10,250            | 1           | 37,0            | 14,500      | 15,000      | 14,750      | 14,750      | 14,916              | 12,583 |
| 9    | Verner Eklöf (FIN)           | 1 h 34 min 11 s   | 10,250            | 2           | 37,0            | 14,750      | 15,500      | 15,000      | 15,083      | 14,916              | 12,583 |
| 10   | Kléber Balmat (FRA)          | 1 h 33 min 49 s   | 10,375            | 1           | 35,0            | 13,250      | 14,750      | 13,500      | 13,833      | 14,291              | 12,333 |
| 10   | Kléber Balmat (FRA)          | 1 h 33 min 49 s   | 10,375            | 2           | 35,0            | 14,750      | 15,500      | 14,000      | 14,750      | 14,291              | 12,333 |
| 11   | Sigurd Overby (USA)          | 1 h 34 min 56 s   | 9,875             | 1           | 40,0            | 14,500      | 14,750      | 14,250      | 14,500      | 14,562              | 12,219 |
| 11   | Sigurd Overby (USA)          | 1 h 34 min 56 s   | 9,875             | 2           | 39,5            | 14,625      | 15,125      | 14,125      | 14,625      | 14,562              | 12,219 |
| 11   | Peter Schmid (SUI)           | 1 h 33 min 34 s   | 10,375            | 1           | 34,5            | 13,875      | 14,875      | 14,125      | 14,291      | 14,062              | 12,219 |
| 11   | Peter Schmid (SUI)           | 1 h 33 min 34 s   | 10,375            | 2           | 33,0            | 13,500      | 14,250      | 13,750      | 13,833      | 14,062              | 12,219 |
| 13   | Josef Bím (TCH)              | 1 h 33 min 08 s   | 10,750            | 1           | 33,0            | 12,500      | 12,500      | 13,500      | 12,833      | 13,416              | 12,083 |
| 13   | Josef Bím (TCH)              | 1 h 33 min 08 s   | 10,750            | 2           | 36,0            | 14,250      | 13,500      | 14,250      | 14,000      | 13,416              | 12,083 |
| 14   | Alexandre Girard-Bille (SUI) | 1 h 41 min 43 s   | 6,500             | 1           | 38,0            | 15,500      | 16,750      | 15,500      | 15,916      | 16,708              | 11,604 |
| 14   | Alexandre Girard-Bille (SUI) | 1 h 41 min 43 s   | 6,500             | 2           | 41,0            | 17,500      | 17,750      | 17,250      | 17,500      | 16,708              | 11,604 |
| 15   | Hans Eidenbenz (SUI)         | 1 h 39 min 51 s   | 7,375             | 1           | 36,5            | 13,875      | 15,875      | 14,375      | 14,708      | 15,583              | 11,479 |
| 15   | Hans Eidenbenz (SUI)         | 1 h 39 min 51 s   | 7,375             | 2           | 41,5            | 15,875      | 17,125      | 16,375      | 16,458      | 15,583              | 11,479 |
| 16   | Sulo Jääskeläinen (FIN)      | 1 h 42 min 30 s   | 6,125             | 1           | 41,5            | 15,875      | 17,375      | 16,375      | 16,542      | 16,604              | 11,365 |
| 16   | Sulo Jääskeläinen (FIN)      | 1 h 42 min 30 s   | 6,125             | 2           | 41,0            | 16,500      | 17,000      | 16,500      | 16,666      | 16,604              | 11,365 |
| 17   | Xaver Affentranger (SUI)     | 1 h 36 min 36 s   | 9,000             | 1           | 33,0            | 12,500      | 13,250      | 13,000      | 12,917      | 13,375              | 11,188 |
| 17   | Xaver Affentranger (SUI)     | 1 h 36 min 36 s   | 9,000             | 2           | 34,0            | 13,750      | 13,750      | 14,000      | 13,833      | 13,375              | 11,188 |
| 18   | Gilbert Ravanel (FRA)        | 1 h 35 min 33 s   | 9,500             | 1           | 31,0            | 11,500      | 12,500      | 11,500      | 11,833      | 12,625              | 11,063 |
| 18   | Gilbert Ravanel (FRA)        | 1 h 35 min 33 s   | 9,500             | 2           | 33,0            | 13,250      | 13,500      | 13,500      | 13,417      | 12,625              | 11,063 |
| 19   | Andrzej Krzeptowski (POL)    | 1 h 43 min 02 s   | 5,750             | 1           | 32,5            | 13,125      | 12,875      | 13,125      | 13,041      | 13,312              | 9,531  |
| 19   | Andrzej Krzeptowski (POL)    | 1 h 43 min 02 s   | 5,750             | 2           | 33,0            | 13,750      | 13,500      | 13,500      | 13,583      | 13,312              | 9,531  |
| 20   | Adrien Vandelle (FRA)        | 1 h 43 min 58 s   | 5,375             | 1           | 26,0            | 10,500      | 10,500      | 10,000      | 10,333      | 10,958              | 8,167  |
| 20   | Adrien Vandelle (FRA)        | 1 h 43 min 58 s   | 5,375             | 2           | 28,0            | 11,750      | 11,750      | 11,250      | 11,583      | 10,958              | 8,167  |
| 21   | Anders Haugen (USA)          | 1 h 55 min 04 s   | 0,000             | 1           | (T)             | 7,000       | 6,000       | 4,000       | 5,667       | 11,500              | 5,750  |
| 21   | Anders Haugen (USA)          | 1 h 55 min 04 s   | 0,000             | 2           | 46,0            | 16,750      | 17,750      | 17,500      | 17,333      | 11,500              | 5,750  |
| 22   | John Carleton (USA)          | 1 h 45 min 49 s   | 4,375             | 1           | (T)             | 6,000       | 7,000       | 7,000       | 6,666       | 5,833               | 5,104  |
| 22   | John Carleton (USA)          | 1 h 45 min 49 s   | 4,375             | 2           | (T)             | 4,000       | 7,000       | 4,000       | 5,000       | 5,833               | 5,104  |
| -    | Ragnar Omtvedt (USA)         | 2 h 05 min 03 s   | 0,000             | 1           | Abandon         | Abandon     | Abandon     | Abandon     | Abandon     | 0,000               | 0,000  |
| -    | Ragnar Omtvedt (USA)         | 2 h 05 min 03 s   | 0,000             | 2           | Abandon         | Abandon     | Abandon     | Abandon     | Abandon     | 0,000               | 0,000  |
| -    | Franciszek Bujak (POL)       | 1 h 42 min 13 s   | 6,250             | Non partant | Non partant     | Non partant | Non partant | Non partant | Non partant | Non partant         | -      |
| -    | Nils Lindh (SWE)             | 1 h 43 min 58 s   | 5,375             | Non partant | Non partant     | Non partant | Non partant | Non partant | Non partant | Non partant         | -      |
| -    | István Déván (HUN)           | 1 h 50 min 20 s   | 2,125             | Non partant | Non partant     | Non partant | Non partant | Non partant | Non partant | Non partant         | -      |
| -    | Aladár Háberl (HUN)          | Non partant       | Non partant       | 1           | 33,0            | 11,500      | 12,000      | 11,500      | 11,667      | 11,542              | -      |
| -    | Aladár Háberl (HUN)          | Non partant       | Non partant       | 2           | 20,0            | 11,750      | 11,250      | 11,250      | 11,417      | 11,542              | -      |
| -    | Béla Szepes (HUN)            | Abandon           | Abandon           | 1           | 39,5            | 15,125      | 15,620      | 14,125      | 14,956      | 10,478              | -      |
| -    | Béla Szepes (HUN)            | Abandon           | Abandon           | 2           | (T)             | 5,000       | 6,000       | 7,000       | 6,000       | 10,478              | -      |
| -    | Otakar Německý (TCH)         | Abandon           | Abandon           | -           | -               | -           | -           | -           | -           | -                   | -      |
| -    | Martial Payot (FRA)          | Abandon           | Abandon           | -           | -               | -           | -           | -           | -           | -                   | -      |

### Podium
| Épreuve    | Or                  | Or     | Argent                  | Argent | Bronze                     | Bronze |
| ---------- | ------------------- | ------ | ----------------------- | ------ | -------------------------- | ------ |
| Individuel | Thorleif Haug (NOR) | 18,906 | Thoralf Strømstad (NOR) | 18,219 | Johan Grøttumsbråten (NOR) | 17,854 |

### Tableau des médailles
| Rang  | Nation  | Or | Argent | Bronze | Total |
| ----- | ------- | -- | ------ | ------ | ----- |
| 1     | Norvège | 1  | 1      | 1      | 3     |
| Total | Total   | 1  | 1      | 1      | 3     |

## Voi aussi